# Ciorari, Gorj
Ciorari este un sat în comuna Stoina din județul Gorj, Oltenia, România.
 Acest articol despre o localitate din județul Gorj este deocamdată un ciot. Puteți ajuta Wikipedia prin completarea lui.